# NGC 6338
NGC 6338 ist ein linsenförmiger Blazar vom Hubble-Typ S0 im Sternbild Drache am Nordsternhimmel. Er ist schätzungsweise 374 Millionen Lichtjahre von der Milchstraße entfernt und hat einen Durchmesser von etwa 165.000 Lichtjahren.
Im selben Himmelsareal befinden sich u. a. die Galaxien NGC 6345, NGC 6346, IC 4649, IC 4650.
Das Objekt wurde am 24. April 1789 von Wilhelm Herschel mit einem 18,7-Zoll-Spiegelteleskop entdeckt, der ihn dabei mit „F, S, R, vglbM“ beschrieb.